# ميشيل لاكروا
ميشيل لاكروا (بالفرنسية: Michel Lacroix) هو لاعب هوكي الحقل فرنسي، ولد في 10 نوفمبر 1921.

## وصلات خارجية
- ميشيل لاكروا على موقع أوليمبيديا (الإنجليزية)